# Intrattenimento

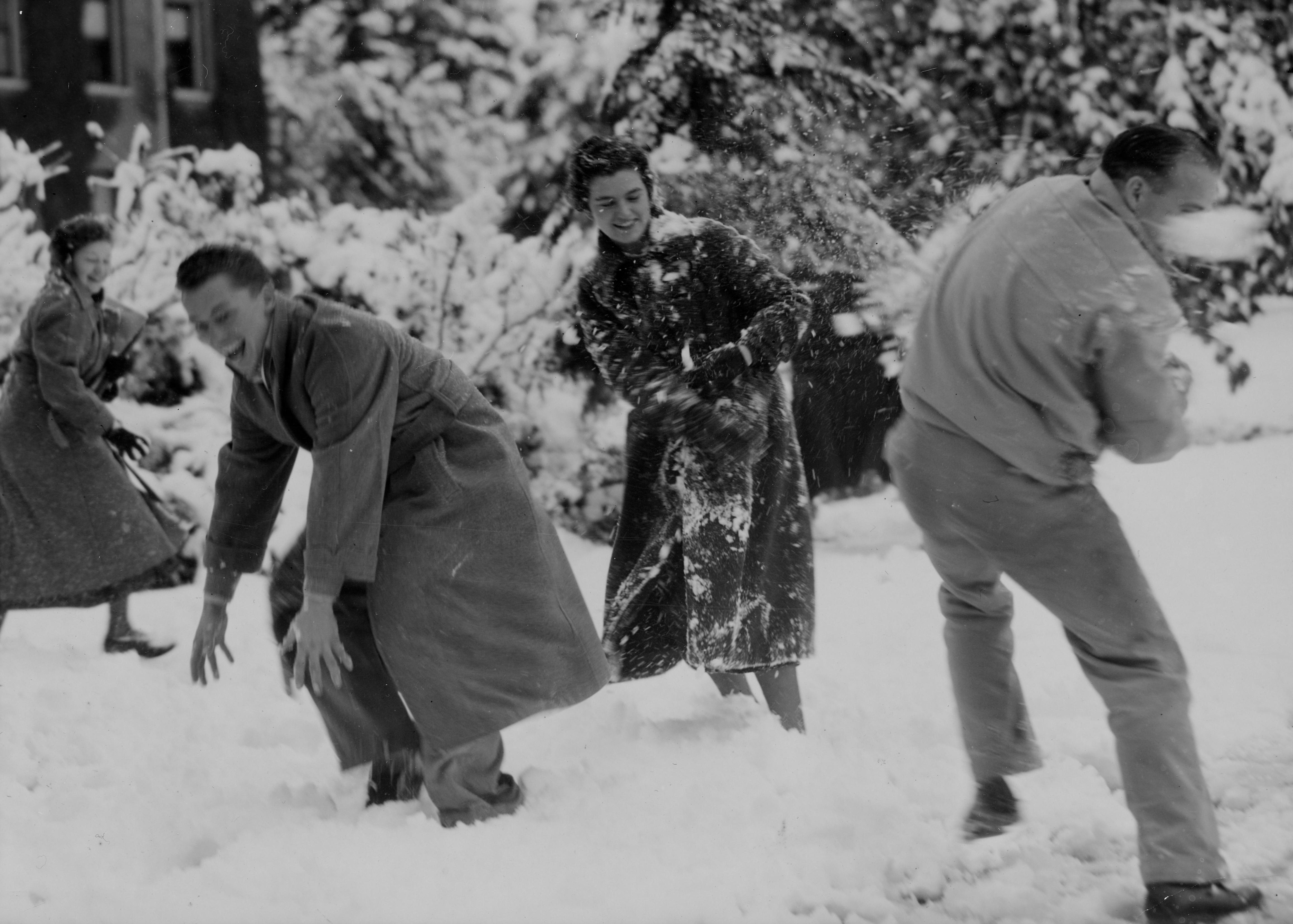
Una battaglia a palle di neve

L'intrattenimento è un'attività o un evento che ha come scopo quello di catturare l'interesse di uno spettatore o di un pubblico, oppure, in senso più ampio, qualunque attività capace di suscitare curiosità o divertimento in chi la pratica. Il termine quindi contempla sia chi o cosa intrattiene, sia chi è intrattenuto.
Nelle sue ampie variabili, l'intrattenimento presenta generalmente tre caratteristiche peculiari: libera scelta di questa attività; diversa finalità rispetto agli altri usi del tempo (ad esempio per il lavoro, per i bisogni fisiologici ecc.); attività ricreativa ovvero che può concorrere a dare un senso alla propria vita.
Antropologicamente l'intrattenimento è un'attività primordiale presente in tutte le culture, sebbene con forme diverse nelle varie epoche, che ha subito con l'avvento dei media una diffusione spaziale sempre più grande fino a livello globale e successivamente con l'invenzione dei dispositivi digitali portatili, una diffusione temporale pervasiva nelle altre attività della vita quotidiana tanto da corroderne i confini.

## Descrizione

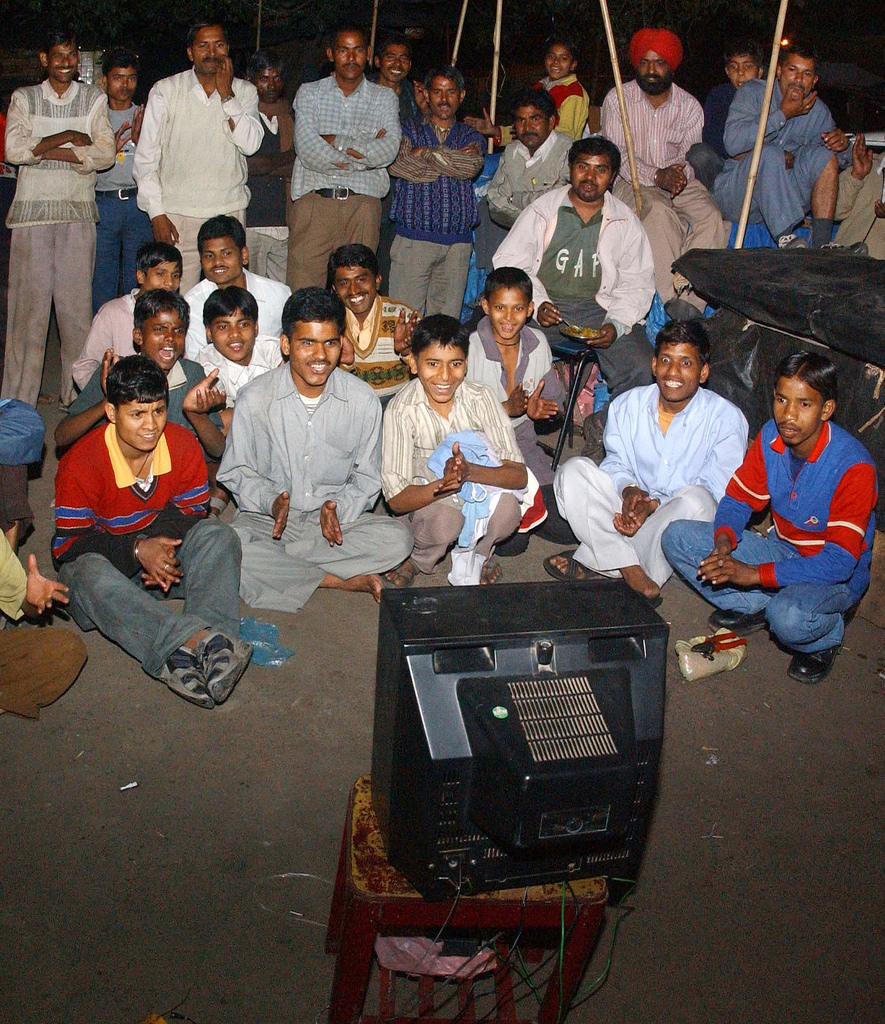
Un gruppo di persone guarda una partita di cricket in televisione (India, 2003)

A volte vengono considerate intrattenimento solo quelle attività che dipendono dall'uso di attrezzature pubbliche ideate proprio con lo scopo d'intrattenere e che non richiedono iniziativa da parte di un individuo (come cinema, stadi o mostre), escludendo quelle in cui due o più persone interagiscono con l'obiettivo di trarre divertimento dall'attività in sé (come le partite a carte). 
Tuttavia è difficile inquadrare con precisione ciò che rientra nella definizione di intrattenimento, in quanto un individuo può ricorrere, per il suo divertimento, all'uso di oggetti non necessariamente creati per tale scopo.. Benché l'interesse di una persona a una determinata attività possa variare a seconda dei gusti personali, molte forme di intrattenimento possiedono una lunga storia e sono ormai universalmente riconosciute, altre sono decadute e nuove forme, legate soprattutto ai moderni dispositivi elettronici, vengono alla ribalta. L'arte della narrazione, la musica, il teatro, la danza e altri tipi di rappresentazioni artistiche che in alcune epoche del passato erano a sola disposizione di una ristretta categoria di persone facoltose e nobili, con la nascita dell'industria dello spettacolo sono diventate convenzionali fruibili dalla massa nelle diverse culture.
Sebbene la maggior parte delle forme di intrattenimento abbia subito una trasformazione nel corso dei secoli a causa dei cambiamenti culturali, tecnologici e nei costumi, esse hanno mantenuto inalterate alcune delle loro peculiari caratteristiche. Film e videogiochi, per esempio, anche se usano i media più avanzati, continuano a raccontare storie, a riprodurre musica e a ricorrere a elementi drammatici.
Il concetto di intrattenimento è sovente associato a quello di divertimento, sebbene alcune manifestazioni possano avere finalità serie, come per esempio alcuni tipi di cerimonie, feste religiose o opere satiriche. Vi è quindi la possibilità che ciò che appare come semplice intrattenimento possa in realtà influenzare le azioni e i pensieri di un individuo fino a stimolarne la crescita intellettuale o il condizionamento.
Un aspetto importante dell'intrattenimento è il pubblico, il quale può avere un ruolo passivo, come nel caso della visione di un film, o attivo, come nel caso di un gioco, dove può capitare che il ruolo del partecipante e dello spettatore si inverta periodicamente. L'intrattenimento può essere pubblico o privato, essere sceneggiato, come nel caso di un'opera teatrale o un concerto, o spontaneo, come nel caso dei giochi per bambini.
L'intrattenimento si è evoluto fino ad abbracciare e adattarsi a qualsiasi ambito, dalla possibilità di scegliere tra una ormai ampia gamma di prodotti preconfezionati e fruibili individualmente, agli eventi pensati per un pubblico composto da centinaia o migliaia di persone o a quelli in grado di coinvolgere una platea di livello globale. Festival dedicati alla musica, al cinema o alla danza sono pensati per intrattenere il pubblico per un certo numero di giorni consecutivi.
Alcune attività che una volta erano considerate forme di intrattenimento, come particolari punizioni o esecuzioni pubbliche, non svolgono più il ruolo di catalizzatore sociale che avevano in passato e sono state col tempo proibite nella maggior parte degli Stati, in quanto ritenute non più moralmente accettabili. Altre, come la scherma o il tiro con l'arco, un tempo abilità necessarie per la sopravvivenza di una certa categoria di persone, sono diventate sport a tutti gli effetti oltre che professioni per gli stessi praticanti, diventando allo stesso tempo fonte di intrattenimento di ampio appeal per il grande pubblico.
Allo stesso modo, la cucina ha quasi assunto il ruolo di arte performativa attraverso l'indizione di concorsi a livello mondiale, che spesso vengono anche trasmessi dai media. Ciò che viene considerato intrattenimento da un determinato individuo o gruppo, può essere considerato come una professione da un altro.
Le forme più conosciute di intrattenimento hanno la capacità di attraversare diversi media e hanno dimostrato un potenziale apparentemente illimitato di remix creativo. Questo ha assicurato la continuità e la longevità di molti temi, immagini e strutture.

## Psicologia e filosofia nell'intrattenimento
L'intrattenimento si distingue da altre attività come l'educazione e il marketing anche se queste ultime hanno imparato a sfruttare il suo richiamo per raggiungere i loro obiettivi. L'importanza e l'impatto dell'intrattenimento è stato riconosciuto dagli studiosi e la sua crescente sofisticazione ha influenzato le pratiche in altri campi, come la museologia.
Gli psicologi sostengono che la funzione principale dell'intrattenimento multimediale sia il raggiungimento di un senso di soddisfazione o gratificazione nello spettatore. Generalmente da esso non è atteso nessun altro tipo di risultato o beneficio misurabile (tranne forse il punteggio finale in una manifestazione sportiva). Questo è in contrasto con l'educazione (il cui scopo è sviluppare la comprensione o aiutare le persone a imparare) e con il marketing (che ha lo scopo di incoraggiare la gente ad acquistare prodotti commerciali). Tuttavia, le distinzioni si confondono in cui l'educazione cerca di essere più "divertente" e l'intrattenimento o il marketing puntano a essere più "educativi". Tali connubi sono spesso identificati dai neologismi edutainment o infotainment. La psicologia dell'intrattenimento come quella dell'apprendimento si applica a tutti questi campi. Alcune forme di intrattenimento educativo sono un serio tentativo di combinare le migliori caratteristiche delle due discipline.
In alcuni casi opere di intrattenimento come spettacoli, film, romanzi, fumetti e giochi riescono a stimolare nello spettatore oltre che un senso di semplice gratificazione anche la capacità intuitiva e la crescita intellettuale grazie al ricorso a questioni filosofiche su temi più seri come la vita e l'esistenza. Tra gli esempi più celebri vi sono il dramma Amleto di William Shakespeare, in cui il protagonista esprime tali preoccupazioni in forma di poesia, il film Matrix, che esplora la natura della conoscenza, e il franchise di Guida galattica per gli autostoppisti, i cui temi abbracciano il senso della vita, così come l'intelligenza artificiale, i mondi multipli, Dio e il metodo filosofico.

## Storia

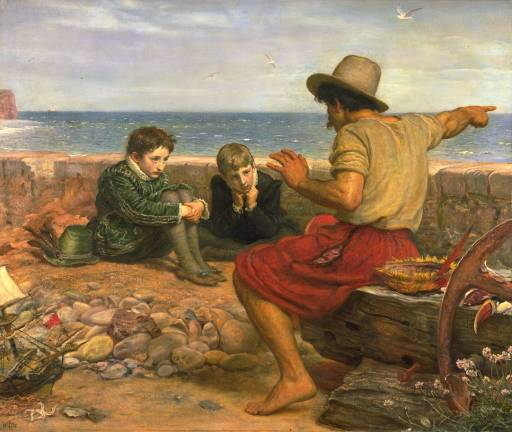
The Boyhood of Raleigh di John Everett Millais, 1870. L'arte di narrare storie ha assunto fin dall'antichità un ruolo di grande importanza come fonte d'ispirazione per molte forme di intrattenimento.

L'antico mestiere di comunicare eventi ed esperienze, utilizzando parole, immagini, suoni e gesti attraverso il racconto di una storia non è solo il mezzo attraverso il quale le persone tramandavano i propri valori culturali, tradizioni e conoscenze da una generazione all'altra, ma ha rappresentato una parte importante di molte forme di intrattenimento fin dai tempi antichi. Anche in tempi più moderni le storie vengono raccontate nello stesso modo, per esempio attorno a un fuoco di un campeggio o da una guida turistica in un viaggio all'estero; gli elementi che contraddistinguono i film e i romanzi contemporanei sono riconducibili ai primi esempi di narrativa giunti in nostro possesso, i quali hanno avuto origine senza dubbio dai racconti tramandati in forma verbale.
L'arte della narrazione, insieme al teatro e alla musica, mantenne inalterata nel tempo la sua popolarità mutando in una grande varietà di forme per andare incontro alle espressioni culturali e ai gusti personali della gente. Molte di queste finirono poi per trarre ispirazione l'una dall'altra, incorporando elementi di altre forme di intrattenimento per restare al passo coi tempi. Per esempio le storie dei menestrelli, le rappresentazioni teatrali e i banchetti erano generalmente accompagnati da un sottofondo musicale; alcuni sport e giochi ebbero origine come pratiche serie o necessarie per la sopravvivenza (come ad esempio correre, saltare, cacciare), per venire poi riproposte come prove fisiche effettuate a fini competitivi e ricreativi, e diventare infine fonte di intrattenimento. 
Esempi sono la lotta, la scherma, il tiro con l'arco e il salto con l'asta, che si dice abbia avuto origine nei Paesi Bassi, dove era più comodo imbracciare dei lunghi pali per saltare dalla riva di un canale all'altra piuttosto che camminare per miglia fino al ponte più vicino. Altri sostengono che il salto con l'asta venisse utilizzato in guerra per saltare al di là delle mura di una fortezza durante le battaglie. Alcune di queste attività erano parte dei Giochi olimpici antichi, celebrazioni atletiche e religiose che si svolgevano ogni quattro anni nell'antica Grecia, e che rappresentano l'antecessore delle moderne Olimpiadi; altre, come il camminare sui trampoli, possono essere ancora viste negli spettacoli circensi nel XXI secolo.

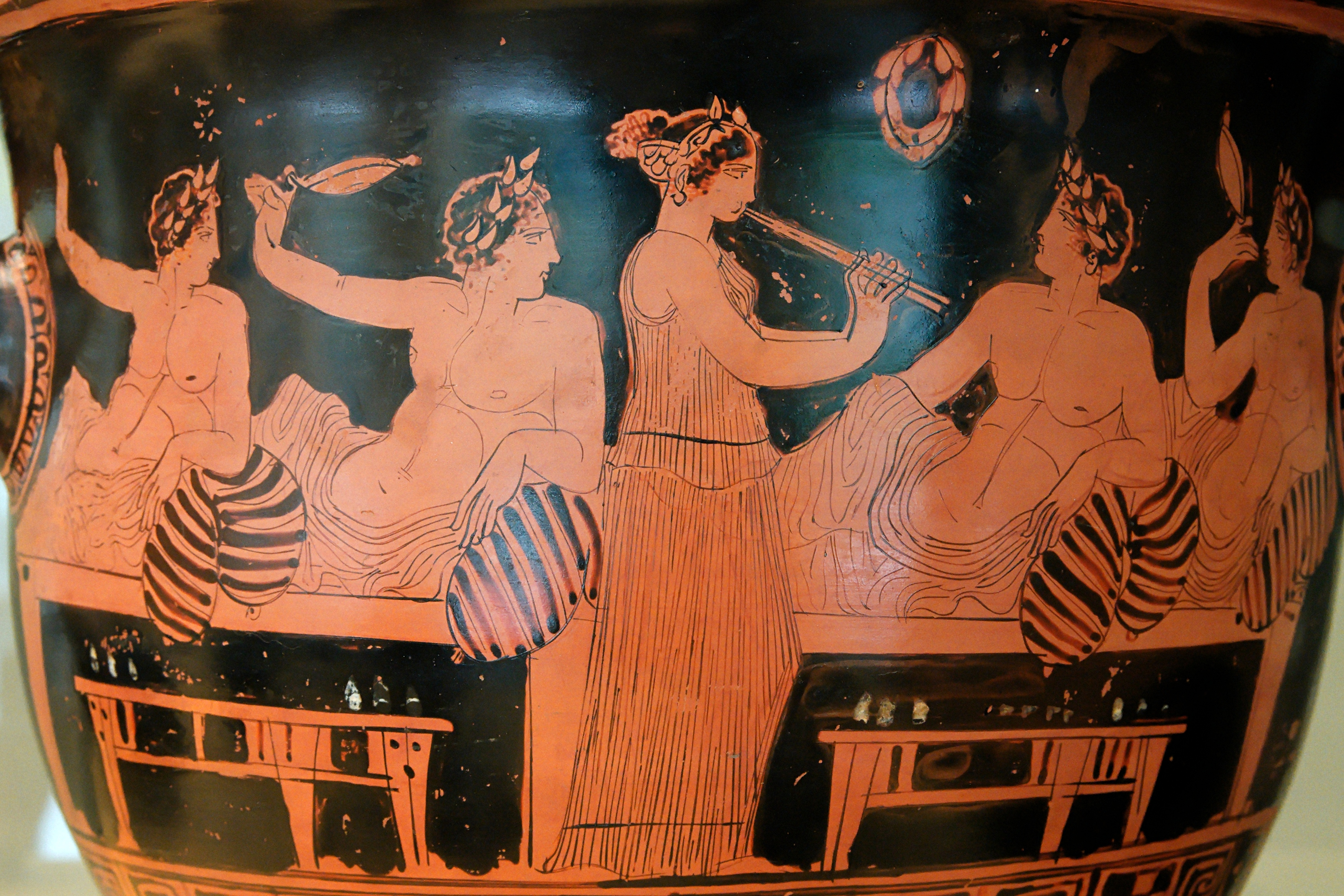
I partecipanti a un banchetto giocano a cottabo mentre le donne suonano l'aulos, Grecia, 420 a.C. circa. Banchetti e musica rappresentarono fin dai tempi antichi due delle più importanti forme di intrattenimento

L'idea di intrattenimento mutò spesso in risposta ai cambiamenti culturali e storici. La caccia agli animali selvatici, ad esempio, fu introdotta nell'Impero romano da Cartagine e divenne una popolare forma di intrattenimento e di spettacolo, dando via a un fiorente commercio internazionale di animali selvatici. Diverse forme ed espressioni di intrattenimento nacquero inoltre come conseguenza di importanti sconvolgimenti sociali come guerre e rivoluzioni. La rivoluzione culturale cinese, per esempio, rappresentò il culmine del processo di popolarizzazione delle arti performative che portò alla riforma del teatro tradizionale; eventi di grande impatto sociale come la prima guerra mondiale, la grande depressione e la rivoluzione russa finirono anch'essi per influenzare temi e contenuti dell'intrattenimento dell'epoca.
Perfino il modo e le sedi scelte per rappresentare le varie forme di intrattenimento possono cambiare a seconda del periodo storico, dei costumi, della cultura, della tecnologia e della situazione economica. Ad esempio, una storia raccontata in forma drammatica può essere rappresentata in un teatro all'aperto, in una music-hall, in un cinema, in un multiplex, o in caso di tecnologie più avanzate, attraverso un dispositivo elettronico personale come un tablet. Per l'intrattenimento di massa vengono costruite strutture apposite come teatri, auditorium, palazzetti e stadi. A questo scopo, uno dei luoghi più famosi del mondo occidentale è il Colosseo: costruito nell'80 d.C., era usato per gli spettacoli di gladiatori e altre manifestazioni pubbliche (spettacoli di caccia, rievocazioni di battaglie famose, e drammi basati sulla mitologia classica) e poteva ospitare dai 50.000 ai 75.000 spettatori. Nuovi stadi continuano a essere costruiti per soddisfare le esigenze sempre più sofisticate di un pubblico globale.

### Intrattenimento di corte

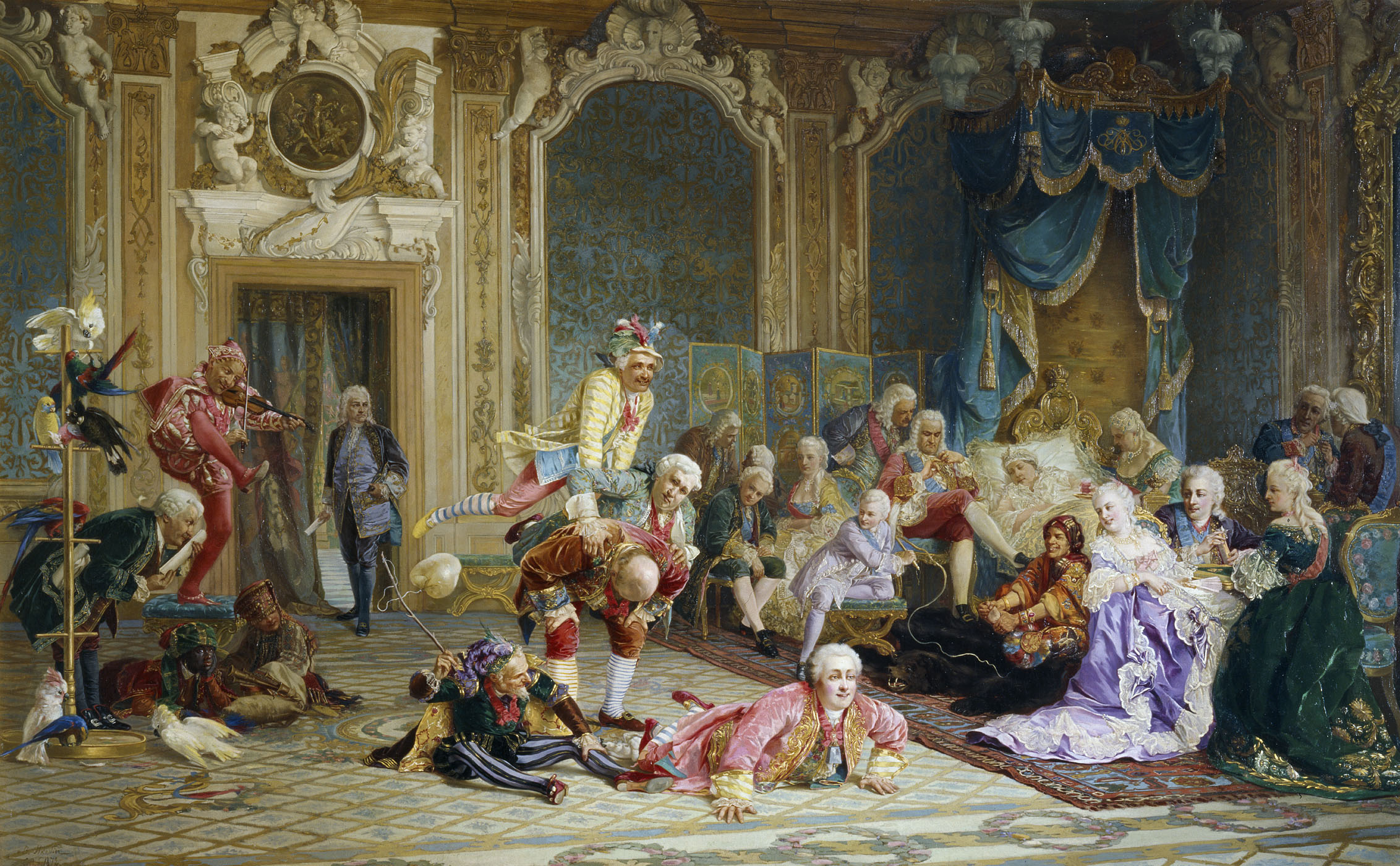
Giullari a corte

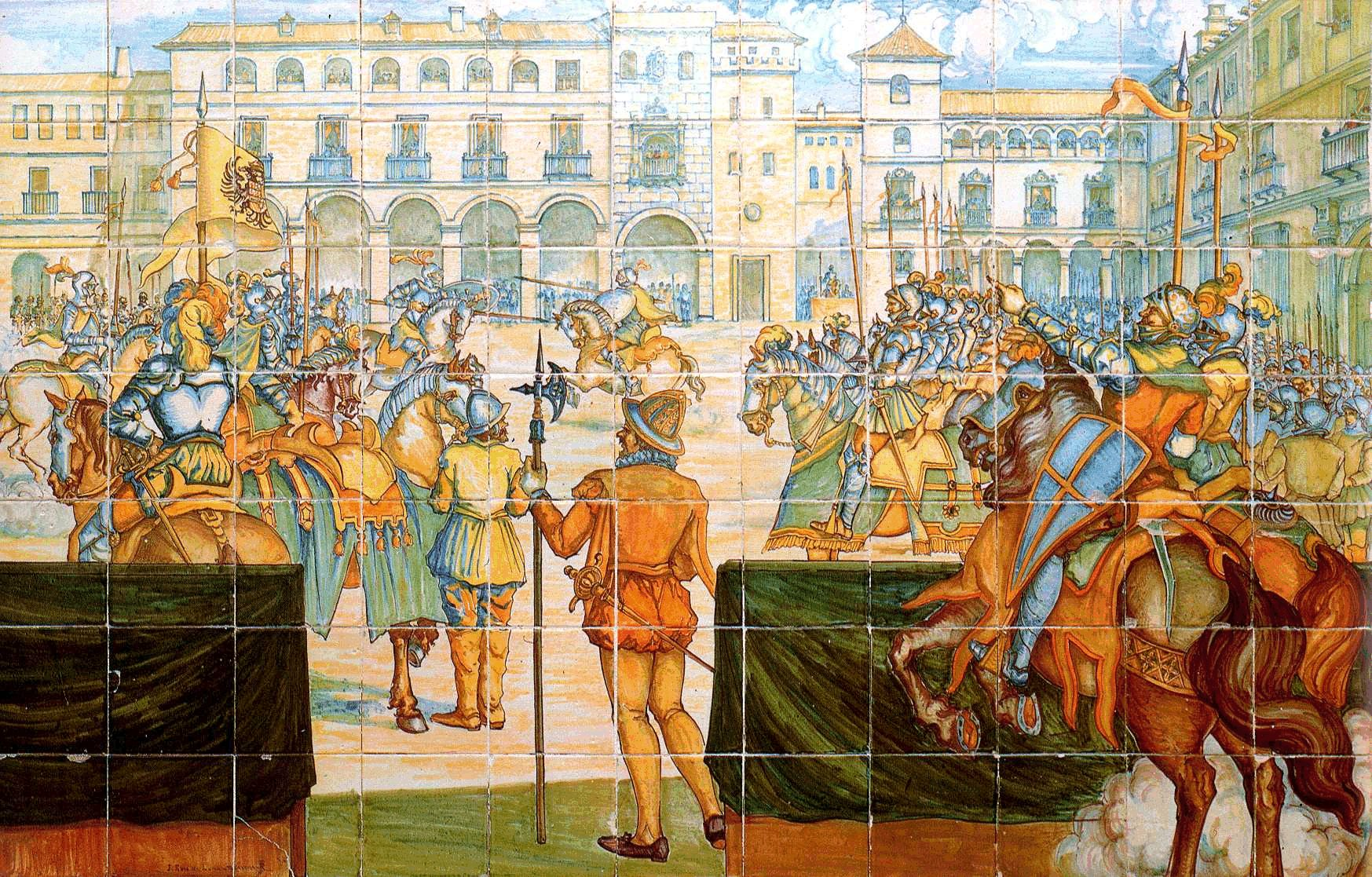
Rappresentazione di un torneo medievale in Castiglia

L'intrattenimento era parte integrante della vita di corte, fungendo, dall'antichità fino agli albori della storia moderna, da punto di sostegno per tutti quegli individui che si guadagnavano da vivere grazie alla propria arte e alle proprie esibizioni, come giullari, musici, mimi, ballerini e cantastorie. Piazze e sale dei castelli o dei palazzi reali erano i luoghi designati per tali attività, con alcune differenze a seconda delle usanze e dei costumi della cultura di appartenenza. Nelle città-stato maya, per esempio, gli spettacoli avevano luogo nelle grandi piazze di fronte ai palazzi, ove la folla si riuniva per assistervi; in alternativa altri luoghi erano designati in modo da permettere alla gente comune di assistere allo spettacolo da una certa distanza. In Corea i balli di corte si tenevano nelle stesse sale utilizzate per i banchetti, mentre i tornei caratteristici del Medioevo europeo erano generalmente organizzati in arene aperte al pubblico.
Il modo in cui i nobili di corte erano soliti intrattenersi era influenzato anche dagli scambi culturali tra diverse nazioni o imperi. L'usanza del durbar fu introdotta in India dagli imperatori Moghul, e successivamente adottata dalle corti dell'Impero britannico, dove furono mantenute immutate le tradizioni indiane: istituzioni, titoli, costumi, cerimonie di investitura di marajà e nababbi, scambi di doni, furono tutti ereditati dagli imperatori di Delhi.

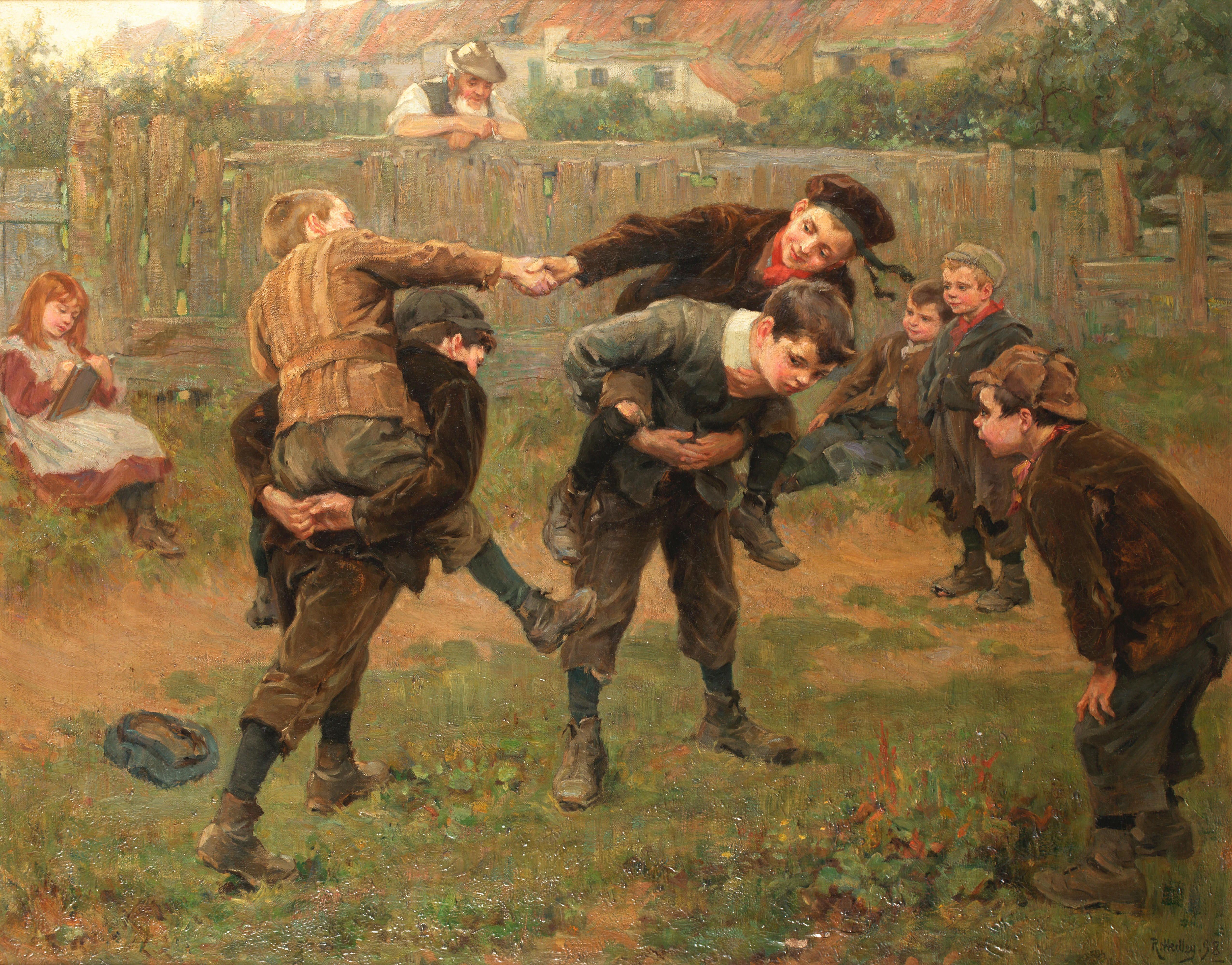
The Tournament di Ralph Hedley, 1898. Bambini adattano a gioco una forma di intrattenimento tipica delle corti medievali.

In certe occasioni l'intrattenimento smise di essere associato alla vita di corte per avvicinarsi maggiormente alle tradizioni popolari. In Corea, la danza delle maschere ebbe origine dai rituali dei villaggi sciamani, diventando principalmente una forma di intrattenimento per il popolo. Allo stesso modo, il festival della luna piena, in origine una festa dalla chiara impronta religiosa, durante il regno della dinastia Goryeo (918-1392) perse la maggior parte delle sue caratteristiche rituali venendo influenzato da varie componenti della vita secolare. In Europa giostre e tornei medievali persero col tempo il loro carattere originario, mantenendo solo gli aspetti più spettacolari o sopravvivendo come giochi per bambini.
In alcune corti, come quella dell'Impero bizantino, nelle classi più agiate prima del periodo dei Comneni (1081-1185)  le donne erano separate dagli uomini durante gli eventi mondani come banchetti o altre cerimonie ufficiali.
Le cerimonie di corte, i banchetti e gli spettacoli ad esse associati, non rappresentavano unicamente una forma di intrattenimento ma erano utilizzate altresì come ostentazione di potere e ricchezza. Tali eventi servivano a rinforzare i legami tra nobili e sudditi, ma anche a rimarcare in modo netto le differenze di classe tra le famiglie ordinarie e quelle al potere. Ciò si è verificato in passato come in età contemporanea, come nel caso del passaggio della sovranità di Hong Kong dal Regno Unito alla Cina nel 1997, quando furono organizzati vari eventi (banchetti, parate, fuochi d'artificio, festival) come a mettere in evidenza l'imminente cambiamento nella politica del Paese. L'intrattenimento a corte non era a sola disposizione della nobiltà locale, ma era utilizzato anche per accogliere i dignitari stranieri in visita.
Le danze tradizionali erano diffuse in Corea e nell'impero dei Moghul in India (danza Nautch); in Sudan strumenti musicali come il tamburo a fessura, una volta parte dell'orchestra di corte, avevano molte funzioni: erano usati per fare musica, come forma di comunicazione durante le cerimonie, per annunciare gli eventi pubblici, per inviare messaggi a lunghe distanze o per richiamare gli uomini alla caccia o alla guerra.
L'intrattenimento di corte metteva in evidenza anche la complessa relazione tra intrattenitore e spettatore: una persona poteva essere uno degli intrattenitori, far parte del pubblico, oppure poteva rivestire a turno entrambi i ruoli durante il corso dello stesso spettacolo. Alla corte della reggia di Versailles migliaia di cortigiani, tra uomini e donne, agivano da pubblico-intrattenitore nei rituali quotidiani che servivano a consolidare la struttura gerarchica della società.
Come l'intrattenimento di corte, incoronazioni e matrimoni regali fornivano occasione di intrattenimento per aristocratici e gente comune. I festeggiamenti per l'anniversario dell'incoronazione di Elisabetta I d'Inghilterra nel 1595, per esempio, offrirono tornei e giostre e altri tipi di manifestazioni non solo per i membri della corte, ma anche per migliaia di londinesi in festa.

### Punizioni pubbliche

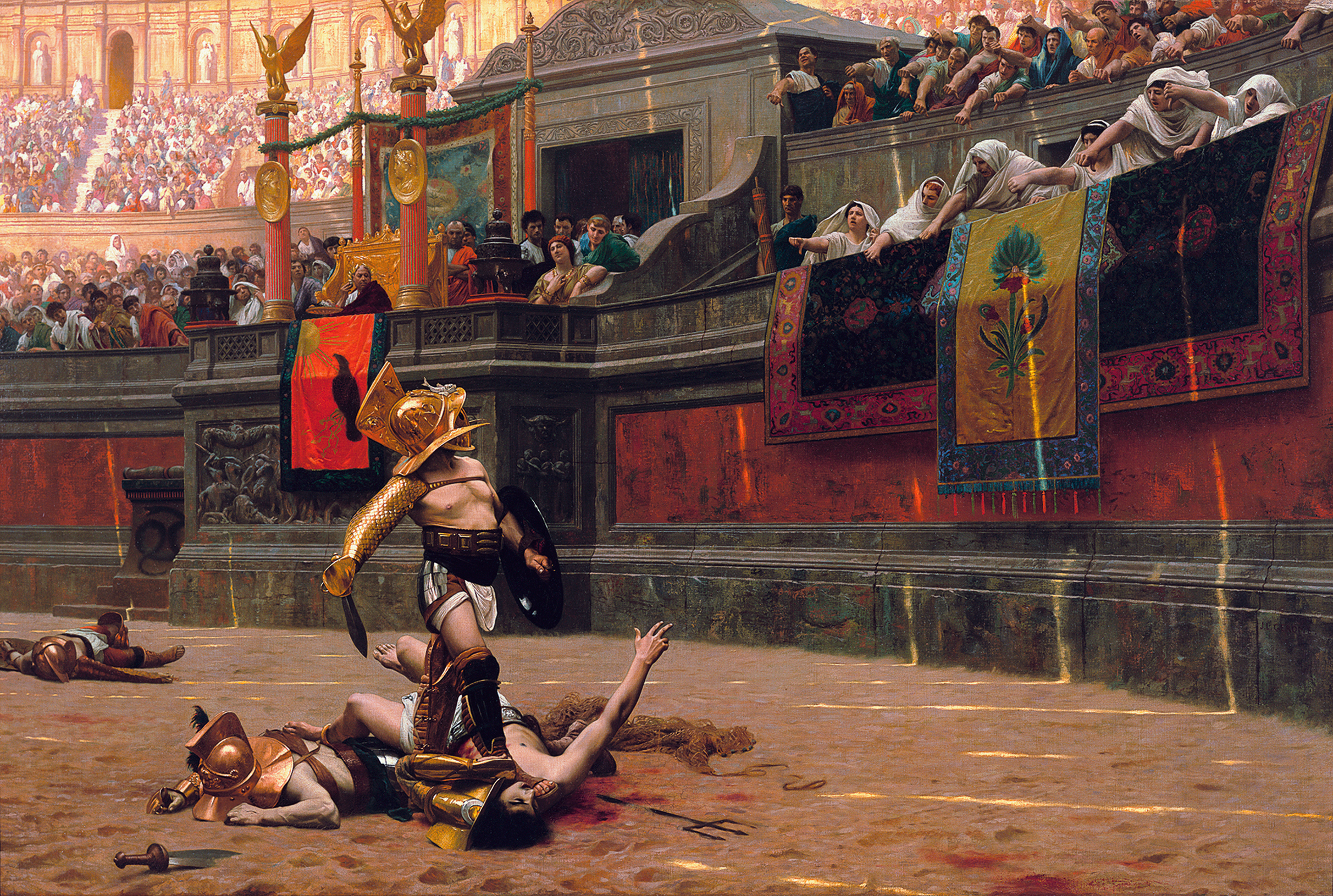
Pollice verso di Jean-Léon Gérôme, 1872

Sebbene la maggior parte delle forme di intrattenimento si sia evoluta adattandosi ai tempi, altre non svolgono più il ruolo di catalizzatore sociale che avevano in passato e sono state col tempo proibite in quanto ritenute non più moralmente accettabili. Nell'Europa medievale la punizione pubblica di criminali o emarginati sociali era una forma di intrattenimento accettata che attirava sempre un nutrito numero di interessati e curiosi. Anche la pena capitale, come l'impiccagione e la decapitazione, offerta al pubblico come avvertimento, veniva anch'essa in parte considerata una forma di intrattenimento. Le esecuzioni pubbliche che duravano più a lungo, come la lapidazione o lo squartamento, attiravano un numero di persone ancora maggiore. Molti tipi di umiliazione pubblica godevano inoltre di grande popolarità a livello locale, e la loro spettacolarizzazione durò almeno fino al XIX secolo.
I combattimenti tra i gladiatori, popolari in epoca romana, forniscono invece un buon esempio di un'attività che è una combinazione di sport, punizione e intrattenimento. I combattenti potevano essere dei professionisti come dei principianti, condannati (criminali, schiavi, galeotti, prigionieri di guerra, cristiani, e via dicendo), o uomini liberi, senza distinzioni di razza, né di sesso. Il primo spettacolo con gladiatori si svolse probabilmente nel 264 a.C. Nel 105 a.C. i giochi divennero pubblici.

## Forme di intrattenimento

### Arti performative, spettacoli ed esibizioni
Le esibizioni dal vivo davanti a un pubblico hanno da sempre costituito una delle principali forme di intrattenimento, specialmente prima dell'invenzione di apparecchiature adatte alla registrazione audio e video. Le esibizioni possono inoltre investire un gran numero di discipline diverse, come il teatro, il cinema, il canto e la musica. Nei secoli XVI e XVII, le corti reali europee mettevano in scena spettacoli di maschere che ricorrevano al balletto, al canto e alla recitazione. Uno stile di rappresentazione altrettanto impegnativo è l'opera, che ha mantenuto immutata la sua popolarità anche in età contemporanea. Anch'essa richiede un alto livello di abilità musicale e recitativa, sinergia tra gli artisti partecipanti e – come per le rappresentazioni teatrali con le maschere – un grande lavoro di produzione. Anche lo sport, in quanto capace di richiamare grandi masse di spettatori, può rientrare nel concetto di spettacolo per un pubblico.
Il pubblico mostra generalmente il suo apprezzamento per una buona esibizione con gli applausi. Tutti gli artisti corrono tuttavia il rischio di non riuscire a mantenere l'attenzione del pubblico e, quindi, di non intrattenere. L'insoddisfazione del pubblico si manifesta spesso in modo brutalmente onesto e diretto, talvolta con fischi e brusii.

#### Arte della narrazione

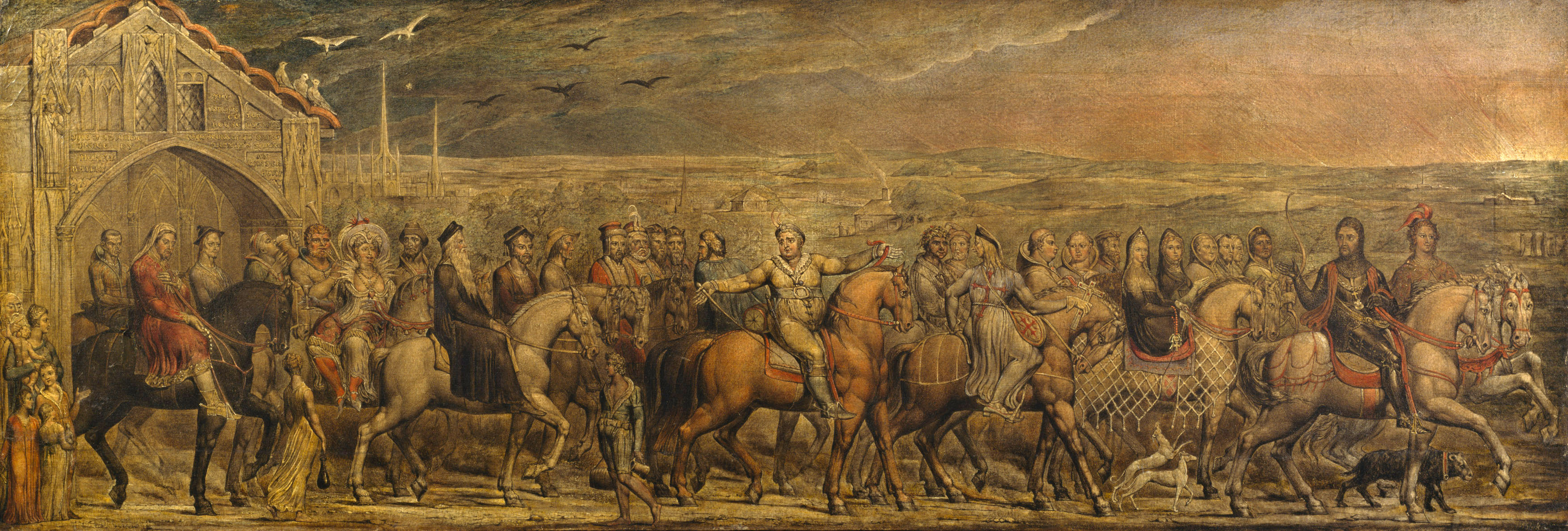
I pellegrini di Canterbury, opera di William Blake

L'arte del raccontare storie è un'antica forma di intrattenimento che ha influenzato anche i modi di intrattenere più moderni. Oltre che essere narrate in forma orale a benificio di un pubblico ristretto, le storie possono anche fare parte di un'opera in cui la narrazione svolge un ruolo primario, come una rappresentazione teatrale, un musical, un balletto o un film. Le storie in forma scritta sono spesso arricchite da illustrazioni, talvolta di altissimo livello artistico, come quelle dei manoscritti miniati o degli antichi rotoli giapponesi. Le storie rimangono inoltre un modo comune di intrattenere le persone in viaggio. A testimonianza di come esse possano essere usate per passare il tempo e divertire un pubblico di viaggiatori, Geoffrey Chaucer usò come espediente dei pellegrini per presentare le novelle nei suoi Racconti di Canterbury, e altrettanto fece Wu Cheng'en nel XVI secolo nel suo Viaggio in Occidente. Anche se rispetto al passato i tempi di viaggio si sono accorciati, le storie vengono ancora raccontate ai passeggeri in auto o in aereo, oralmente o attraverso un dispositivo elettronico.

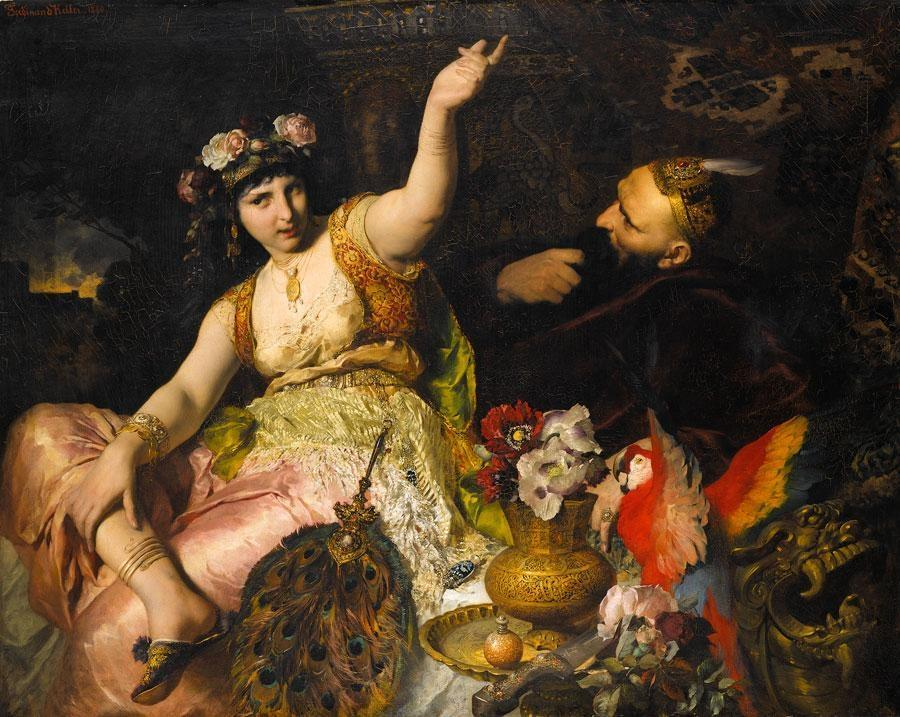
Shahrazād racconta le sue storie al sultano Shāhriyār, dipinto di Ferdinand Keller

La capacità di intrattenere delle storie è resa evidente nella celebre raccolta di novelle orientali Le mille e una notte, in cui la principessa Shahrazād ottiene salva la vita grazie alla sua abilità nel raccontare storie. Il legame che accomuna tra loro le diverse forme di intrattenimento è ribadito dal modo in cui storie come questa hanno ispirato opere di vario genere, come componimenti musicali, film o videogiochi. Per esempio, i compositori Rimskij-Korsakov, Ravel e Szymanowski hanno tratto ispirazione tutti e tre dalla storia di Shahrazād e l'hanno trasposta in un'opera orchestrale, il regista Pasolini ne ha realizzato un adattamento cinematografico, mentre la Culture Brain ne ha tratto un videogioco per il Nintendo Entertainment System. Le storie possono essere raccontate anche senza l'ausilio di parole, per esempio in musica, nella danza o nel teatro di figura, come nello spettacolo di burattini di Punch e Judy o nella tradizione giavanese del Wayang Kulit, in cui la performance è accompagnata da un'orchestra gamelan.

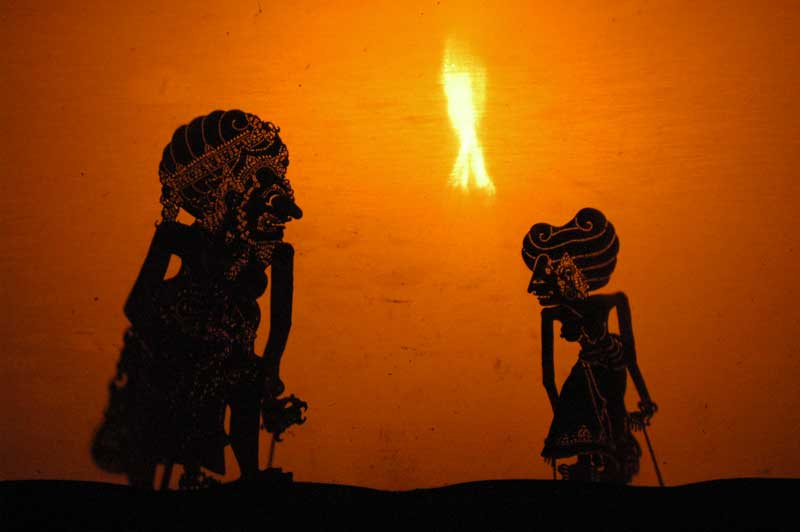
Uno storia tratta dal Rāmāyaṇa messa in scena dal teatro delle ombre del Wayang Kulit, in Indonesia

Poemi epici, poesie, saghe e allegorie di diverse culture narrano storie avvincenti che sono state spesso fonte di ispirazione per autori, registi e musicisti. Esempi noti sono i poemi epici indusisti Rāmāyaṇa e Mahābhārata, l'Odissea e l'Iliade di Omero, il primo romanzo arabo Ḥayy ibn Yaqẓān, l'epopea persiana Shāh-Nāmeh, le Saghe degli Islandesi e il Genji monogatari. Raccolte di fiabe, come quelle dei fratelli Grimm o di Hans Christian Andersen, hanno avuto anch'esse grande influenza. Le fiabe del focolare dei Grimm, in particolare, hanno influenzato in modo significativo la moderna cultura di massa, che successivamente ne ha utilizzato i temi, le immagini, i simboli e gli elementi strutturali per creare nuove forme di intrattenimento.
Storie di grande impatto e fama, come i miti sulla creazione degli aborigeni australiani, l'Epopea di Gilgameš o i racconti hawaiiani sull'origine del mondo, hanno dato vita anch'esse a romanzi, film, canzoni e giochi, in un modo che ha finito per aumentare la loro longevità, migliorando allo stesso tempo il loro valore intrattenitivo.